# ポルトゥガレテ
ポルトゥガレーテ（Portugalete）は、スペイン、バスク州、ビスカヤ県のムニシピオ（基礎自治体）。グラン・ビルバオに属し、ビルバオ河口左岸に位置する。面積は3.21km2、2013年の人口は47,756人であり、14,908人/km2である人口密度は自治州内で最も高い。市街は、ビルバオ海岸とバロンティ川の間の丘陵地帯に広がる。

## 歴史
1322年、ナヘラ伯女マリーア・ディアス・デ・アロによって町がつくられた。それより100年前から、船乗りたちの間には天然港の避難場所として知られていた。
18世紀の神父で作家であるフアン・アントニオ・モゲルは、ポルトガル（Portugal）とポルトゥガレテが、元はどちらもケルトの港を意味するPortus-galorumで、のちに2つに分離したという説を支持していた。しかし、ポルトガルもポルトゥガレテもその説を支持していない。ポルトゥガレテは、最初ウガレテ（Ugalete）またはウガレタ（Ugaleta）とバスク語で呼ばれていた地が、ローマ人がやってきてポルトゥ（Portu、港）を付け足したにすぎないとする。
マリーア・ディアス・デ・アロが授けた憲章はやがて失われ、1432年にフアン2世が追認した憲章が今に残る記録となっている。この時代のポルトゥガレテは、漁業と同じく羊毛や鉄の運搬や貿易で恩恵を受けていたことが伝わっている。
19世紀に産業革命が起こって経済が活気付き、鉄道が敷設され、吊橋が湾内に架けられた。
余暇に適した海岸に面していたために、新興ブルジョワ階級の人々はポルトゥガレテにこぞって夏の別荘を建てた。20世紀以降も、ポルトゥガレテは左岸の貿易と保養のハブ地であった。現在のポルトゥガレテには大規模な工業施設はなく、中規模の金属加工業、機械工業、建設業が残る。住民の多くは周辺の工業地帯で働いている。農業は、継続した工業活動のために消滅した。

## 人口
グラン・ビルバオ地域のベッドタウンとして発展し、1950年代から1970年代までカスティーリャやガリシアからの移住者が流入した。1980年代に人口密度は最高に達したが、以後は失業率の上昇や住宅価格の高騰が原因で人口の伸びは鈍化した。
| ポルトゥガレーテの人口推移 1900－2010                   |
|                                                         |
| 出典:INE（スペイン国立統計局）1900年 - 1991年、1996年 - |

## 政治

### 議会
| 2011年自治体選挙結果      |        |         |        |
| 政党                      | 得票数 | 得票率  | 議席数 |
| バスク社会党(PSE-EE)      | 8,526  | 36.13 % | 8      |
| バスク民族主義党(EAJ-PNV) | 5,825  | 24.69 % | 6      |
| ビルドゥ                  | 3,290  | 13.94 % | 3      |
| 国民党(PP)                | 3,168  | 13.43 % | 3      |
| EB-B (IU)                 | 1,207  | 5.12 %  | 1      |

### 歴代市長
| 在任期間  | 名前                           | 政党                 |
| --------- | ------------------------------ | -------------------- |
| 1979-1983 | ドロテオ・ピネード・バニャレス | 社会労働党(PSOE)     |
| 1983-1987 | ドロテオ・ピネード・バニャレス | 社会労働党(PSOE)     |
| 1987-1991 | ヘラルド・パラダス・カルボ     | 社会労働党(PSOE)     |
| 1991-1995 | ヘラルド・パラダス・カルボ     | 社会労働党(PSOE)     |
| 1995-1999 | ミゲル・アンヘル・カビエセス   | バスク社会党(PSE-EE) |
| 1999-2003 | ミゲル・アンヘル・カビエセス   | バスク社会党(PSE-EE) |
| 2003-2007 | ミゲル・アンヘル・カビエセス   | バスク社会党(PSE-EE) |
| 2007-2008 | ミゲル・アンヘル・カビエセス   | バスク社会党(PSE-EE) |
| 2008-2011 | ミケル・トーレス・ロレンソ     | バスク社会党(PSE-EE) |
| 2011-     | ミケル・トーレス・ロレンソ     | バスク社会党(PSE-EE) |

## 著名な出身者
- ホセ・マリア・デ・アレイルサ - 政治家。スペイン外務大臣（1975-1976）。
- パチ・ロペス - 政治家。バスク州政府レンダカリ（2009-2011）
- ケンジ・ウエマツ - 柔道選手。
- キヨシ・ウエマツ - 柔道選手。
- フレン・ゲレーロ - サッカー選手。
- ウナイ・ベルガラ - サッカー選手。